# Mistrzostwa Świata w Pływaniu 2007
12. Mistrzostwa Świata w Pływaniu – zawody organizowane przez Światową Federację Pływacką (FINA), które odbyły się w Melbourne, w dniach 18 marca-1 kwietnia 2007 roku.
W programie mistrzostw znalazły się konkurencje dla mężczyzn i kobiet. Oprócz pływania klasycznego w basenie 50-metrowym i wyścigów długodystansowych na otwartym akwenie, przeprowadzone zostały zawody w piłce wodnej, pływaniu synchronicznym i skokach do wody. Do wygrania było 195 medali.
Oussama Mellouli (Tunezja) zdobył srebro w wyścigu na 400 m stylem dowolnym (3:45,12), natomiast 28 marca 2007 wygrał 800 m stylem dowolnym (przed Przemysławem Stańczykiem) z czasem 7:46,95. Jednak pół roku później, 11 września 2007, Mellouli został pozbawiony obu medali przez międzynarodowy Sportowy Sąd Arbitrażowy za wcześniejszy doping.

## Klasyfikacja medalowa
| Miejsce | Państwo           | Złoto | Srebro | Brąz | Razem |
| ------- | ----------------- | ----- | ------ | ---- | ----- |
| 1       | Stany Zjednoczone | 21    | 14     | 5    | 40    |
| 2       | Rosja             | 11    | 6      | 8    | 25    |
| 3       | Australia         | 9     | 9      | 8    | 26    |
| 4       | Chiny             | 9     | 5      | 2    | 16    |
| 5       | Francja           | 3     | 2      | 2    | 7     |
| 6       | Niemcy            | 2     | 5      | 4    | 11    |
| 7       | Polska            | 2     | 1      | 1    | 4     |
| 8       | Południowa Afryka | 2     | 0      | 1    | 3     |
| 9       | Japonia           | 1     | 4      | 8    | 13    |
| 10      | Kanada            | 1     | 3      | 1    | 5     |
| 11      | Włochy            | 1     | 2      | 6    | 9     |
| 12      | Szwecja           | 1     | 1      | 1    | 3     |
| 13      | Korea Południowa  | 1     | 0      | 1    | 2     |
| 13      | Ukraina           | 1     | 0      | 1    | 2     |
| 15      | Chorwacja         | 1     | 0      | 0    | 1     |
| 16      | Hiszpania         | 0     | 4      | 3    | 7     |
| 18      | Holandia          | 0     | 2      | 3    | 5     |
| 18      | Wielka Brytania   | 0     | 2      | 3    | 5     |
| 19      | Zimbabwe          | 0     | 2      | 0    | 2     |
| 20      | Węgry             | 0     | 1      | 1    | 2     |
| 22      | Białoruś          | 0     | 1      | 0    | 1     |
| 22      | Szwajcaria        | 0     | 1      | 0    | 1     |
| 24      | Austria           | 0     | 0      | 1    | 1     |
| 24      | Dania             | 0     | 0      | 1    | 1     |
| 24      | Egipt             | 0     | 0      | 1    | 1     |
| 24      | Grecja            | 0     | 0      | 1    | 1     |
| 24      | Wenezuela         | 0     | 0      | 1    | 1     |
|         | Razem             | 66    | 65     | 64   | 195   |

## Medale

### Pływanie

#### Mężczyźni
| Konkurencja        | Złoto:                                                                          | Czas     | Srebro:                                                                              | Czas     | Brąz:                                                                               | Czas     |
| Styl dowolny       |                                                                                 |          |                                                                                      |          |                                                                                     |          |
| 50 m               | Benjamin Wildman-Tobriner                                                       | 21.88    | Cullen Jones                                                                         | 21.94    | Stefan Nystrand                                                                     | 21.97    |
| 100 m              | Filippo Magnini Brent Hayden                                                    | 48.43    | –                                                                                    |          | Eamon Sullivan                                                                      | 48.47    |
| 200 m              | Michael Phelps                                                                  | 1:43.86  | Pieter van den Hoogenband                                                            | 1:46.28  | Park Tae-hwan                                                                       | 1:46.73  |
| 400 m              | Park Tae-hwan                                                                   | 3:44.30  | Grant Hackett                                                                        | 3:45.43  | Jurij Priłukow                                                                      | 3:45.47  |
| 1500 m             | Mateusz Sawrymowicz                                                             | 14:45.94 | Jurij Priłukow                                                                       | 14:47.29 | David Davies                                                                        | 14:51.21 |
| Styl grzbietowy    |                                                                                 |          |                                                                                      |          |                                                                                     |          |
| 50 m               | Gerhardus Zandberg                                                              | 24.98    | Thomas Rupprath                                                                      | 25.20    | Liam Tancock                                                                        | 25.23    |
| 100 m              | Aaron Peirsol                                                                   | 52.98    | Ryan Lochte                                                                          | 53.50    | Liam Tancock                                                                        | 53.61    |
| 200 m              | Ryan Lochte                                                                     | 1:54.32  | Aaron Peirsol                                                                        | 1:54.80  | Markus Rogan                                                                        | 1:56.02  |
| Styl klasyczny     |                                                                                 |          |                                                                                      |          |                                                                                     |          |
| 50 m               | Ołeh Lisohor                                                                    | 27.66    | Brendan Hansen                                                                       | 27.69    | Cameron van der Burgh                                                               | 27.88    |
| 100 m              | Brendan Hansen                                                                  | 59.80    | Kōsuke Kitajima                                                                      | 59.96    | Brenton Rickard                                                                     | 1:00.58  |
| 200 m              | Kōsuke Kitajima                                                                 | 2:09.80  | Brenton Rickard                                                                      | 2:10.99  | Loris Facci                                                                         | 2:11.03  |
| Styl motylkowy     |                                                                                 |          |                                                                                      |          |                                                                                     |          |
| 50 m               | Roland Schoeman                                                                 | 23.18    | Ian Crocker                                                                          | 23.47    | Jakob Andkjær                                                                       | 23.56    |
| 100 m              | Michael Phelps                                                                  | 50.77    | Ian Crocker                                                                          | 50.82    | Albert Subirats                                                                     | 51.82    |
| 200 m              | Michael Phelps                                                                  | 1:52.09  | Wu Peng                                                                              | 1:55.13  | Nikołaj Skworcow                                                                    | 1:55.22  |
| Styl zmienny       |                                                                                 |          |                                                                                      |          |                                                                                     |          |
| 200 m              | Michael Phelps                                                                  | 1:54.98  | Ryan Lochte                                                                          | 1:56.19  | László Cseh                                                                         | 1:56.92  |
| 400 m              | Michael Phelps                                                                  | 4:06.22  | Ryan Lochte                                                                          | 4:09.74  | Luca Marin                                                                          | 4:09.88  |
| Sztafety           |                                                                                 |          |                                                                                      |          |                                                                                     |          |
| 4 × 100 m dowolnym | Stany Zjednoczone · Michael Phelps, Neil Walker, Cullen Jones, Jason Lezak      | 3:12.72  | Włochy · Massimiliano Rosolino, Alessandro Calvi, Christian Galenda, Filippo Magnini | 3:14.04  | Francja · Fabien Gilot, Frédérick Bousquet, Julien Sicot, Alain Bernard             | 3:14.68  |
| 4 × 200 m dowolnym | Stany Zjednoczone · Michael Phelps, Ryan Lochte, Klete Keller, Peter Vanderkaay | 7:03.24  | Australia · Patrick Murphy, Andrew Mewing, Grant Brits, Kenrick Monk                 | 7:10.05  | Kanada · Brian Johns, Brent Hayden, Richard Say, Andrew Hurd                        | 7:10.70  |
| 4 × 100 m zmiennym | Australia · Matthew Welsh, Brenton Rickard, Andrew Lauterstein, Eamon Sullivan  | 3:34.93  | Japonia · Tomomi Morita, Kōsuke Kitajima, Takashi Yamamoto, Daisuke Hosokawa         | 3:35.16  | Rosja · Arkadij Wiatczanin, Dmitrij Komornikow, Nikołaj Skworcow, Jewgienij Łagunow | 3:35.51  |

#### Kobiety
| Konkurencja        | Złoto:                                                                        | Czas     | Srebro:                                                                           | Czas     | Brąz:                                                                          | Czas     |
| Styl dowolny       |                                                                               |          |                                                                                   |          |                                                                                |          |
| 50 m               | Lisbeth Lenton                                                                | 24.53    | Therese Alshammar                                                                 | 24.62    | Marleen Veldhuis                                                               | 24.70    |
| 100 m              | Lisbeth Lenton                                                                | 53.40    | Marleen Veldhuis                                                                  | 53.70    | Britta Steffen                                                                 | 53.74    |
| 200 m              | Laure Manaudou                                                                | 1:55.52  | Annika Lurz                                                                       | 1:55.68  | Federica Pellegrini                                                            | 1:56.97  |
| 400 m              | Laure Manaudou                                                                | 4:02.61  | Otylia Jędrzejczak                                                                | 4:04.23  | Ai Shibata                                                                     | 4:05.19  |
| 800 m              | Kate Ziegler                                                                  | 8:18.52  | Laure Manaudou                                                                    | 8:18.80  | Hayley Peirsol                                                                 | 8:26.41  |
| 1500 m             | Kate Ziegler                                                                  | 15:53.05 | Flavia Rigamonti                                                                  | 15:55.38 | Ai Shibata                                                                     | 15:58.55 |
| Styl grzbietowy    |                                                                               |          |                                                                                   |          |                                                                                |          |
| 50 m               | Leila Vaziri                                                                  | 28.16    | Alaksandra Hierasimienia                                                          | 28.46    | Tayliah Zimmer                                                                 | 28.50    |
| 100 m              | Natalie Coughlin                                                              | 59.44    | Laure Manaudou                                                                    | 59.87    | Reiko Nakamura                                                                 | 1:00.40  |
| 200 m              | Margaret Hoelzer                                                              | 2:07.16  | Kirsty Coventry                                                                   | 2:07.54  | Reiko Nakamura                                                                 | 2:08.54  |
| Styl klasyczny     |                                                                               |          |                                                                                   |          |                                                                                |          |
| 50 m               | Jessica Hardy                                                                 | 30.63    | Leisel Jones                                                                      | 30.70    | Tara Kirk                                                                      | 31.05    |
| 100 m              | Leisel Jones                                                                  | 1:05.72  | Tara Kirk                                                                         | 1:06.34  | Anna Chłystunowa                                                               | 1:07.27  |
| 200 m              | Leisel Jones                                                                  | 2:21.84  | Kirsty Balfour                                                                    | 2:25.94  | Megan Jendrick                                                                 | 2:25.94  |
| Styl motylkowy     |                                                                               |          |                                                                                   |          |                                                                                |          |
| 50 m               | Therese Alshammar                                                             | 25.91    | Danni Miatke                                                                      | 26.05    | Inge Dekker                                                                    | 26.11    |
| 100 m              | Lisbeth Lenton                                                                | 57.15    | Jessicah Schipper                                                                 | 57.24    | Natalie Coughlin                                                               | 57.34    |
| 200 m              | Jessicah Schipper                                                             | 2:06.39  | Kimberly Vandenberg                                                               | 2:06.71  | Otylia Jędrzejczak                                                             | 2:06.90  |
| Styl zmienny       |                                                                               |          |                                                                                   |          |                                                                                |          |
| 200 m              | Katie Hoff                                                                    | 2:10.13  | Kirsty Coventry                                                                   | 2:10.76  | Stephanie Rice                                                                 | 2:11.42  |
| 400 m              | Katie Hoff                                                                    | 4:32.89  | Jana Martynowa                                                                    | 4:40.14  | Stephanie Rice                                                                 | 4:41.19  |
| Sztafety           |                                                                               |          |                                                                                   |          |                                                                                |          |
| 4 × 100 m dowolnym | Australia · Lisbeth Lenton, Melanie Schlanger, Shayne Reese, Jodie Henry      | 3:35.48  | Stany Zjednoczone · Natalie Coughlin, Lacey Nymeyer, Amanda Weir, Kara Lynn Joyce | 3:35.68  | Holandia · Inge Dekker, Ranomi Kromowidjojo, Femke Heemskerk, Marleen Veldhuis | 3:36.81  |
| 4 × 200 m dowolnym | Stany Zjednoczone · Natalie Coughlin, Dana Vollmer, Lacey Nymeyer, Katie Hoff | 7:50.09  | Niemcy · Meike Freitag, Britta Steffen, Petra Dallmann, Annika Lurz               | 7:53.82  | Francja · Alena Popczanka, Sophie Huber, Aurore Mongel, Laure Manaudou         | 7:55.96  |
| 4 × 100 m zmiennym | Australia · Emily Seebohm, Leisel Jones, Jessicah Schipper, Lisbeth Lenton    | 3:55.74  | Stany Zjednoczone · Natalie Coughlin, Tara Kirk, Rachel Komisarz, Lacey Nymeyer   | 3:58.31  | Chiny · Xu Tianlongzi, Luo Nan, Zhou Yafei, Xu Yanwei                          | 4:01.97  |

### Otwarty akwen

#### Mężczyźni
| Konkurencja | Złoto:            | Czas      | Srebro:           | Czas      | Brąz:               | Czas      |
| 5 km        | Thomas Lurz       | 56:49.6   | Jewgienij Dratcew | 56:50.7   | Spyridon Gianniotis | 56:56.6   |
| 10 km       | Władimir Diatczin | 1:55:32.5 | Thomas Lurz       | 1:55:32.5 | Jewgienij Dratcew   | 1:55:47.3 |
| 25 km       | Jurij Kudinow     | 5:16:45.5 | Marco Formentini  | 5:18:36.8 | Mohamed Zanaty      | 5:19:23.2 |

#### Kobiety
| Konkurencja | Złoto:                  | Czas      | Srebro:                    | Czas      | Brąz:                 | Czas      |
| 5 km        | Łarisa Ilczenko         | 1:00:41.3 | Jekatierina Sieliwiorstowa | 1:00:43.6 | Kate Brookes-Peterson | 1:00:47.6 |
| 10 km       | Łarisa Ilczenko         | 2:03:57.9 | Cassandra Patten           | 2:03:58.9 | Kate Brookes-Peterson | 2:03:59.5 |
| 25 km       | Britta Kamrau-Corestein | 5:37:11.6 | Kalyn Keller               | 5:39:39.6 | Ksienija Popowa       | 5:39:51.5 |

## Skoki do wody(mężczyźni)

### Trampolina 1-metrowa
| Miejsce | Państwo | Zawodnik            | Punkty |
| ------- | ------- | ------------------- | ------ |
|         | Chiny   | Luo Yutong          | 477,40 |
|         | Chiny   | He Chong            | 469,85 |
|         | Włochy  | Christopher Sacchin | 441,40 |

### Trampolina 3-metrowa
| Miejsce | Państwo | Zawodnik           | Punkty |
| ------- | ------- | ------------------ | ------ |
|         | Chiny   | Qin Kai            | 545,35 |
|         | Kanada  | Alexandre Despatie | 518,65 |
|         | Rosja   | Dmitrij Sautin     | 517,10 |

### Trampolina 10-metrowa
| Miejsce | Państwo | Zawodnik        | Punkty |
| ------- | ------- | --------------- | ------ |
|         | Rosja   | Glieb Galpierin | 554,70 |
|         | Chiny   | Zhou Lüxin      | 519,15 |
|         | Chiny   | Lin Yue         | 513,70 |

### Skoki zsynchronizowane (trampolina 3-metrowa)
| Miejsce | Państwo | Zawodnik                              | Punkty |
| ------- | ------- | ------------------------------------- | ------ |
|         | Chiny   | - Qin Kai - Wang Feng                 | 458,76 |
|         | Kanada  | - Alexandre Despatie - Arturo Miranda | 418,92 |
|         | Niemcy  | - Tobias Schellenberg - Andreas Wels  | 414,54 |

### Skoki zsynchronizowane (trampolina 10-metrowa)
| Miejsce | Państwo           | Zawodnik                                 | Punkty |
| ------- | ----------------- | ---------------------------------------- | ------ |
|         | Chiny             | - Huo Liang - Lin Yue                    | 489,48 |
|         | Rosja             | - Dmitrij Dobroskok - Glieb Galpierin    | 467,16 |
|         | Stany Zjednoczone | - David Alasdair Boudia - Thomas Finchum | 463,56 |

## Skoki do wody(kobiety)

### Trampolina 1-metrowa
| Miejsce | Państwo | Zawodnik         | Punkty |
| ------- | ------- | ---------------- | ------ |
|         | Chiny   | Zi He            | 316,65 |
|         | Kanada  | Blythe Hartley   | 311,20 |
|         | Rosja   | Julija Pachalina | 304,60 |

### Trampolina 3-metrowa
| Miejsce | Państwo | Zawodnik       | Punkty |
| ------- | ------- | -------------- | ------ |
|         | Chiny   | Guo Jingjing   | 381,75 |
|         | Chiny   | Wu Minxia      | 368,80 |
|         | Włochy  | Tania Cagnotto | 341,70 |

### Trampolina 10-metrowa
| Miejsce | Państwo | Zawodnik        | Punkty |
| ------- | ------- | --------------- | ------ |
|         | Chiny   | Wang Xin        | 432,85 |
|         | Chiny   | Chen Ruolin     | 410,30 |
|         | Niemcy  | Christin Steuer | 386,85 |

### Skoki zsynchronizowane (trampolina 3-metrowa)
| Miejsce | Państwo   | Zawodnik                          | Punkty |
| ------- | --------- | --------------------------------- | ------ |
|         | Chiny     | - Wu Minxia - Guo Jingjing        | 355,80 |
|         | Niemcy    | - Ditte Kotzian - Heike Fischer   | 318,45 |
|         | Australia | - Sharleen Stratton - Briony Cole | 313,14 |

### Skoki zsynchronizowane (trampolina 10-metrowa)
| Miejsce | Państwo   | Zawodnik                         | Punkty |
| ------- | --------- | -------------------------------- | ------ |
|         | Chiny     | - Jia Tong - Chen Ruolin         | 361,32 |
|         | Australia | - Briony Cole - Melissa Wu       | 324,00 |
|         | Niemcy    | - Annett Gamm - Nora Subschinski | 306,63 |

## Pływanie synchroniczne

### Duety (program techniczny)
| Miejsce | Państwo   | Sportowiec                                   | Punkty |
| ------- | --------- | -------------------------------------------- | ------ |
|         | Rosja     | - Anastasija Dawydowa - Anastasija Jermakowa | 98,833 |
|         | Hiszpania | - Gemma Mengual - Paola Tirados              | 97,500 |
|         | Japonia   | - Saho Harada - Emiko Suzuki                 | 97,167 |

### Kombinacja (program techniczny)
| Miejsce | Państwo   | Skład | Punkty |
| ------- | --------- | --- | ------ |
|         | Rosja     | Elwira Chasianowa, Anastasija Dawydowa, Anastasija Jermakowa, Marija Gromowa, Natalja Iszczenko, Olga Kuszela, Anna Nasiekina, Jelena Owczinnikowa, Swietłana Romaszyna, Anna Szorina | 99,000 |
|         | Japonia   | Ai Aoki, Saho Harada, Naoko Kawashima, Hiromi Kobayashi, Erika Komura, Takako Konishi, Ayako Matsumura, Emiko Suzuki, Erina Suzuki, Masako Tachibana                                  | 97,833 |
|         | Hiszpania | Raquel Corral, Andrea Fuentes, Tina Fuentes, Thais Henriquez, Gemma Mengual, Irina Rodriguez, Paola Tirados, Cristina Violan                                                          | 96,500 |

### Solo (program techniczny)
| Miejsce | Państwo   | Sportowiec          | Punkty |
| ------- | --------- | ------------------- | ------ |
|         | Rosja     | Natalja Iszczenko   | 99,000 |
|         | Hiszpania | Gemma Mengual Civil | 98,000 |
|         | Japonia   | Saho Harada         | 96,833 |

### Drużynowe (program techniczny)
| Miejsce | Państwo   | Skład | Punkty |
| ------- | --------- | --- | ------ |
|         | Rosja     | Elwira Chasianowa, Marija Gromowa, Natalja Iszczenko, Olga Kuszela, Anna Nasiekina, Jelena Owczinnikowa, Swietłana Romaszyna, Anna Szorina                                         | 99,000 |
|         | Japonia   | Naoko Kawashima, Chisa Kobayashi, Hiromi Kobayashi, Erika Komura, Ayako Matsumura, Emiko Suzuki, Erina Suzuki, Masako Tachibana                                                    | 97,833 |
|         | Hiszpania | Alba Cabello Rodilla, Ona Carbonell Ballestero, Andrea Fuentes Fache, Tina Fuentes Fache, Gemma Mengual Civil, Gisela Moron Rovira, Irina Rodriguez Alvarez, Paola Tirados Sanchez | 97,167 |

### Solo (program dowolny)
| Miejsce | Państwo   | Sportowiec          | Punkty |
| ------- | --------- | ------------------- | ------ |
|         | Francja   | Virginie Dedieu     | 99,500 |
|         | Rosja     | Natalja Iszczenko   | 98,500 |
|         | Hiszpania | Gemma Mengual Civil | 98,000 |

### Drużynowe (program dowolny)
| Miejsce | Państwo   | Skład | Punkty |
| ------- | --------- | --- | ------ |
|         | Rosja     | Elwira Chasianowa, Marija Gromowa, Natalja Iszczenko, Olga Kuszela, Anna Nasiekina, Jelena Owczinnikowa, Swietłana Romaszyna, Anna Szorina                                    | 99,000 |
|         | Hiszpania | Andrea Fuentes Fache, Tina Fuentes Fache, Thais Henriquez, Gemma Mengual Civil, Gisela Moron Rovira, Irina Rodriguez Alvarez, Paola Tirados Sanchez, Cristina Violan Espinosa | 98,500 |
|         | Japonia   | Saho Harada, Naoko Kawashima, Hiromi Kobayashi, Erika Komura, Takako Konishi, Ayako Matsumura, Emiko Suzuki, Masako Tachibana                                                 | 97,334 |

### Duety (program dowolny)
| Miejsce | Państwo   | Sportowiec                                   | Punkty |
| ------- | --------- | -------------------------------------------- | ------ |
|         | Rosja     | - Anastasija Dawydowa - Anastasija Jermakowa | 99,333 |
|         | Hiszpania | - Gemma Mengual - Paola Tirados              | 97,667 |
|         | Japonia   | - Ayako Matsumura - Emiko Suzuki             | 97,333 |

## Piłka wodnamężczyzn
| Miejsce | Państwo   | Skład |
| ------- | --------- | --- |
|         | Chorwacja | Samir Barač, Miho Bošković, Damir Burić, Andro Bušlje, Teo Đogaš, Igor Hinić, Maro Joković, Aljoša Kunac, Pavo Marković, Josip Pavić, Mile Smodlaka, Frano Vićan, Zdeslav Vrdoljak                 |
|         | Węgry     | Tibor Benedek, Péter Biros, Rajmund Fodor, Tamás Kásás, Gábor Kis, Gergely Kiss, Norbert Madaras, Tamás Molnár, Viktor Nagy, Zoltán Szécsi, Márton Szivós, Dániel Varga, Dénes Varga               |
|         | Hiszpania | Iñaki Aguilar, Ángel Andreo, Iván Gallego, Mario García, Xavier García, David Martin, Marc Minguell, Guillermo Molina, Iván Pérez, Felipe Perrone, Ricardo Perrone, Svilen Piralkov, Xavier Vallés |

Tytułu mistrza świata broniła reprezentacja Serbii, grając wówczas jako Serbia i Czarnogóra.

## Piłka wodnakobiet
| Miejsce | Państwo           | Skład |
| ------- | ----------------- | --- |
|         | Stany Zjednoczone | Elizabeth Armstrong, Patricia Cardenas, Kameryn Craig, Natalie Golda, Alison Gregorka, Brittany Hayes, Jaime Hipp, Ericka Lorenz, Heather Petri, Moriah van Norman, Brenda Villa, Lauren Wenger, Elsie Windes                                                |
|         | Australia         | Gemma Beadsworth, Nikita Cuffe, Suzannah Fraser, Hadley Gemma, Taniele Gofers, Kate Gynther, Amy Hetzel, Bronwen Knox, Emma Knox, Alicia McCormack, Melissa Rippon, Rebecca Rippon, Mia Santoromito                                                          |
|         | Rosja             | Olga Fomiczewa, Nadieżda Głyzina, Sofia Konuch, Maria Kowtunowskaja, Jekaterina Pantjunina, Natalia Ryżowa-Aleniczewa, Natalia Szepelina, Jelena Smurowa, Jewgenia Sobolewa, Walentina Woroncowa, Alena Wyłegżanina, Jekaterina Zubaczewa, Anastazja Zubkowa |

Tytułu mistrza świata broniła reprezentacja Węgier.